# Gospodarstvo Cipra
Gospodarstvo Cipra je gospodarstvo s visokim dohotkom prema Svjetskoj banki. Istovremeno, Cipar se pojavio na listi razvijenih zemalja koju je objavio Međunarodni monetarni fond 2001.
Od 1990. Cipar je nastojao pristupiti Europskoj uniji, što mu je, zajedno s još devet zemalja, konačno dopušteno 14 godina kasnije. Cipar je 1. siječnja 2008. produbio svoju razinu europskih integracija i pridružio se euro-području. Time je usvojio euro i tako zamijenio svoju sadašnju valutu, ciparsku funtu. Vlada je upotrijebila takozvanu taktiku velikog praska, kada je euro odmah stupio na snagu, no do 31. siječnja 2008. za transakciju je još bilo moguće koristiti obje valute. Fiksni tečaj bio je 1 € = 0,585274 CYP. Ulazak u Europsku uniju uvelike je pomogao gospodarskom rastu Cipra.
Danas se zemlja uglavnom fokusira na turizam i uslužni sektor, koji je 2019. zapošljavao 80,6% radno sposobnog stanovništva. Po BDP-u po stanovniku zauzima 47. mjesto.
Turizam je važan sektor za Cipar u gospodarstvu, kulturi i cjelokupnom razvoju brenda ove otočne države. S više od 2 milijuna turista godišnje, to je 40. najpopularnija destinacija na svijetu. Međutim, po broju stanovnika zauzima 17. mjesto. Ugodna klima, slikoviti krajolici, prekrasne plaže i brojne povijesne i kulturne atrakcije - sve je to izvrsna osnova za daljnji razvoj turizma. Industrija je nagrađena raznim međunarodnim nagradama, od naslova poput S„ustainable Destinations Global Top 100”, „VISION on Sustainable Tourism”, „Totem Tourism” i „Green Destination” dodijeljenih Limassolu i Paphosu u prosincu 2014. Cipar je postao punopravni član Svjetske turističke organizacije kada je osnovana 1975.  Prema Indeksu konkurentnosti svjetskog ekonomskog turizma iz 2019. Cipar je na 44. mjestu po ukupnoj konkurentnosti. Po turističkoj infrastrukturi, Cipar je na prvom mjestu u svijetu u odnosu na sektor turizma. 